# Prénovel
Prénovel korábbi község (település) Franciaországban, Jura megyében. 2016. január 1-jén Chaux-des-Prés községgel egyesült és Nanchez új község része lett.
Lakosainak száma 272 fő (2018. január 1.). Prénovel Chaux-des-Prés, Châtel-de-Joux, Grande-Rivière, Les Piards és Saint-Maurice-Crillat községekkel határos.

## Népesség
A település népességének változása:
| Lakosok száma | 248  | 215  | 213  | 264  | 296  | 305  | 302  | 296  | 274  | 272  |
|               | 1962 | 1968 | 1982 | 1990 | 1999 | 2008 | 2011 | 2013 | 2017 | 2018 |